# Линь Сянъян
Линь Сянъян (род. октябрь 1964, Haikou Town (Fuqing City), Фуцзянь) — китайский генерал-полковник (сент. 2021), с 2022 года командующий Восточным театром боевого командования НОАК, в 2021—2022 гг. командующий Центральным театром боевого командования НОАК.
Служил в основном в бывшем Нанкинском военном округе. Являлся замкомандующего 31-й армией, комдивом там же. Прошёл путь от командира взвода до генерала. В 2016—2017 гг. командующий 47th Group Army. В 2017—2019 гг. командующий 82nd Group Army. В 2019—2020 гг. командующий 72nd Group Army. В 2020—2021 гг. командующий сухопутными войсками Восточного театра боевого командования НОАК (преемник на этом посту Сюй Цилина). Генерал-лейтенант (2020). В 2021—2022 гг. командующий Центральным театром боевого командования НОАК. С 2022 года командующий Восточным театром боевого командования НОАК.
Участник военных парадов 3 сентября 2015 года и 1 октября 2019 года.